# 고질라 25 - 고지라 X 메가기라스 G 소멸 작전
고질라 25 - 고지라 X 메가기라스 G 소멸 작전(Godzilla X Megaguirus: The G Extermination Command)은 일본에서 제작된 테즈카 마사아키 감독의 2000년 SF 영화이다. 다나카 미사토 등이 주연으로 출연하였다.

## 출연

### 주연
- 다나카 미사토
- 타니하라 쇼스케

### 조연
- 이부 마사토
- 호시 유리코
- 나가시마 토시유키
- 키타가와 츠토무
- 와타나베 미노루